# Dicercomorpha farinosa
Dicercomorpha farinosa es una especie de escarabajo barrenador metálico del género Dicercomorpha, categorizada en la tribu Dicercini, de la subfamilia Chrysochroinae. Fue descrita por Thomson en 1879.
Fue publicada en Thomson J. Description de deux nouvelles espèces de Coléoptères de la famille des Buprestides [Iridotaenia delia, Dicercomorpha farinosa]. Bulletin des Séances et Bulletin Bibliographique de la Société entomologique de France (5) 9:lxiii-lxiv. (63-64). (1879). Se distribuye por la región indomalaya.